# 1713

## Родени
- 7 май – Алексис Клод Клеро, френски математик и мислител
- 4 август – Елизабета Албертина фон Сакс-Хилдбургхаузен, германска принцеса
- 5 октомври – Дени Дидро, френски философ и писател

## Починали
- 8 януари – Арканджело Корели, италиански композитор
- 25 февруари – Фридрих I, крал на Прусия (1701 – 1713)